# 古城镇关帝庙牌坊
古城镇关帝庙牌坊，位于中国山西省襄汾县古城镇集贸城中央，木牌坊为清代风格，四柱三间庑殿顶，装饰华丽，两面分别刻有“汉夫子”和“智仁勇”字样。